# Gauliga Moselland 1943/44
De Gauliga Moselland 1943/44 was het derde voetbalkampioenschap van de Gauliga Moselland. Niet alle wedstrijden werden gespeeld vanwege de perikelen in de Tweede Wereldoorlog. Dit was tevens het laatste seizoen. 
TuS Neuendorf werd kampioen en plaatste zich voor de eindronde om de Duitse landstitel. De club verloor in de eerste ronde van FC Schalke 04.

## Eindstand

### Groep Oost
| Plaats | Club                      | Wed.           | W              | G              | V              | Saldo          | Ptn.           |
| ------ | ------------------------- | -------------- | -------------- | -------------- | -------------- | -------------- | -------------- |
| 1.     | TuS Neuendorf             | 7              | 6              | 0              | 1              | 63:3           | 12:2           |
| 2.     | SG Einracht Bad Kreuznach | 7              | 3              | 1              | 3              | 16:29          | 7:7            |
| 3.     | Reichsbahn SG Betzdorf    | 6              | 2              | 1              | 3              | 16:22          | 5:7            |
| 4.     | TuS Germania Mudersbach   | 6              | 2              | 0              | 4              | 10:30          | 4:8            |
| 5.     | FV Engers 07              | 6              | 2              | 0              | 4              | 14:35          | 4:8            |
| 6.     | FC Viktoria 08 Neuwied    | Teruggetrokken | Teruggetrokken | Teruggetrokken | Teruggetrokken | Teruggetrokken | Teruggetrokken |

|  | Finale om de titel |

### Groep West
| Plaats | Club                         | Wed. | W | G | V  | Saldo | Ptn.  |
| ------ | ---------------------------- | ---- | - | - | -- | ----- | ----- |
| 1.     | SV Schwarz-Weiß Esch         | 12   | 8 | 1 | 3  | 50:30 | 17:7  |
| 2.     | FV Stadt Düdelingen          | 12   | 8 | 0 | 4  | 46:21 | 16:8  |
| 3.     | FK Niederkorn                | 12   | 7 | 1 | 4  | 30:19 | 15:9  |
| 4.     | SV Düdelingen                | 10   | 6 | 1 | 3  | 35:25 | 13:7  |
| 5.     | SV Moselland 07 Luxemburg    | 12   | 5 | 2 | 5  | 28:24 | 12:12 |
| 6.     | SV Schwarz-Weiß Wasserbillig | 11   | 3 | 0 | 8  | 22:53 | 6:16  |
| 7.     | KSG Eintracht/Westmark Trier | 11   | 0 | 1 | 10 | 13:52 | 1:21  |

## Finale
| Team #1              | Tot.  | Team #2       | 1ste wed | 2de wed |
| -------------------- | ----- | ------------- | -------- | ------- |
| SV Schwarz-Weiß Esch | 4 - 9 | TuS Neuendorf | 4 - 1    | 0 - 8   |